# سیاهرگ همراه
سیاهرگ همراه (انگلیسی: Vena comitans) به سیاهرگی گفته می‌شود که معمولاً با سرخرگ هم‌نام خود جفت می‌شود و هر دو رگ در کنار و مجاورت هم ادامه می‌یابند. در همین میان ضربان‌های موجود در سرخرگ به بازگشت سیاهرگی (وریدی) کمک می‌کند. از آنجا که این رگ‌ها معمولاً به صورت جفت یافت می‌شوند، غالباً با عبارت جمع خود یعنی comitantes venae نامیده می‌شوند.
سیاهرگ‌های همراه معمولاً با سرخرگ‌های کوچکتر مشخص، به ویژه در اندام‌های انتهایی یافت می‌شوند.  از سوی دیگر، سرخرگ‌های بزرگ‌تر معمولاً سیاهرگ همراه ندارند و معمولاً یک سیاهرگ واحد با اندازه مشابه دارند که از نظر همراهی با سرخرگ ارتباط ندارد.
نمونه‌هایی از سرخرگ‌ها و سیاهرگ‌های همراه آن‌ها:
- سرخرگ زند زبرین و سیاهرگ زند زبرین
- سرخرگ زند زیرین و سیاهرگ زند زیرین
- سرخرگ بازویی و سیاهرگ بازویی
- سرخرگ درشت‌نئی پیشین و سیاهرگ درشت‌نئی پیشین
- سرخرگ درشت‌نئی پسین و سیاهرگ درشت‌نئی پسین
- سرخرگ نازک‌نئی و سیاهرگ‌های نازک‌نئی

نمونه‌هایی از سرخرگ‌ها که سیاهرگ همراه ندارند (یعنی آن‌هایی که رگ‌های منظم دارند):
- سرخرگ زیربغلی و سیاهرگ زیربغلی
- سرخرگ زیرترقوه‌ای و سیاهرگ زیرترقوه‌ای